# رشید بن محمود
رشید بن محمود (انگلیسی: Rachid Benmahmoud؛ زادهٔ ۱۴ سپتامبر ۱۹۷۱) بازیکن فوتبال اهل مراکش بود.
از باشگاه‌هایی که در آن بازی کرده‌است می‌توان به باشگاه فوتبال الفتح، باشگاه ورزشی الریان، باشگاه ورزشی العربی قطر، و باشگاه فوتبال شباب الاهلی امارات اشاره کرد.
وی همچنین در تیم ملی فوتبال مراکش بازی کرده‌است.